# フレデリック・ボワレ
フレデリック・ボワレ（Frédéric Boilet:1960年1月16日 - ）は、フランス人の漫画家。フランス・エピナル生まれ。現在は主に、日本を生活と仕事の拠点としている。

## 経歴

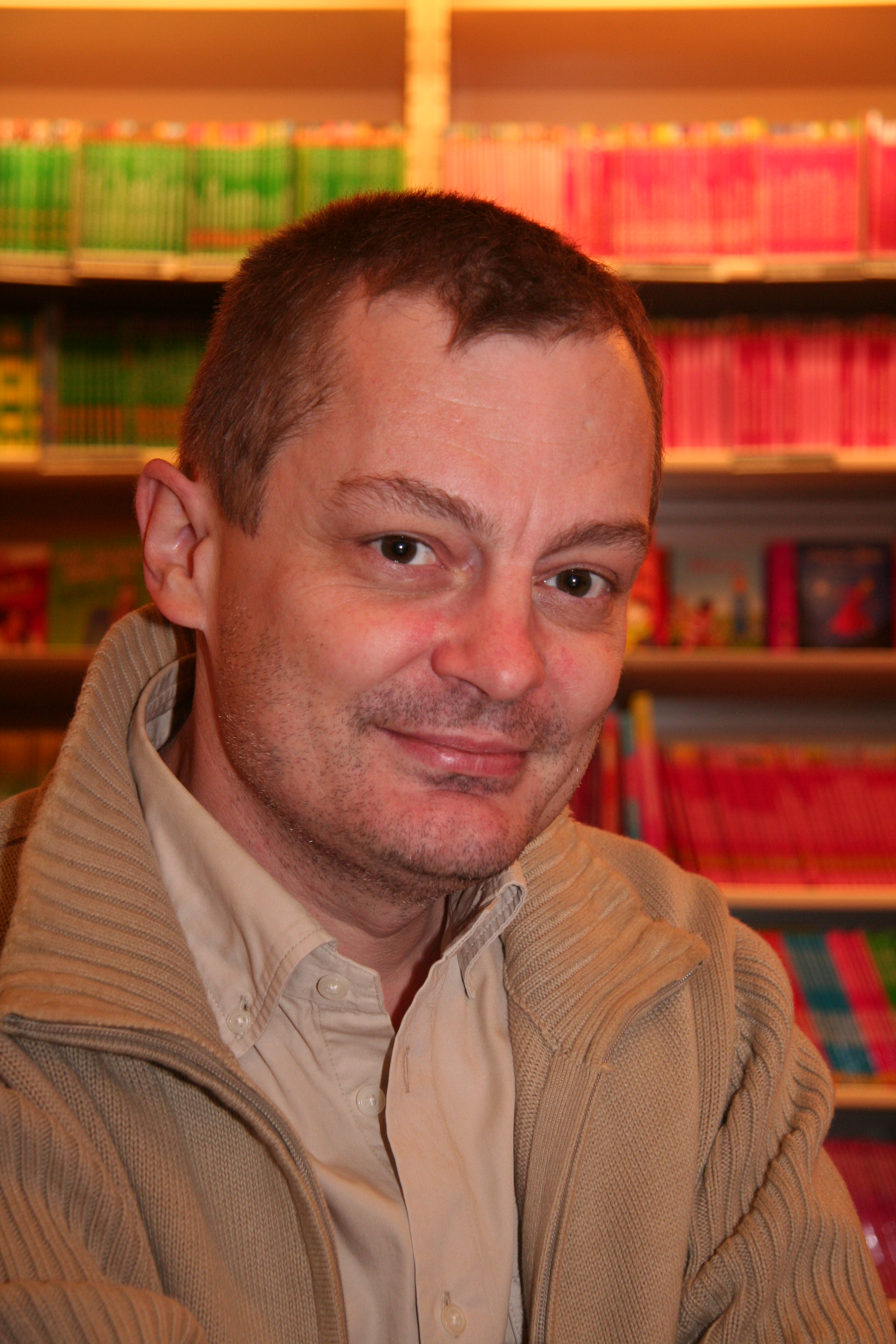
フレデリック・ボワレ

1978年ナンシー美術学校入学、1983年卒業。この年、ギー・ドゥフェイユと共にBD（ベーデー／バンド・デシネ；フランス・ベルギー漫画）処女作『la Nuit des Archées／ラ・ニュイ・デ・ザルシェー』(Bayard Presse/バイヤール・プレス社)を出版。次いでGlénat（グレナ社）から歴史漫画を出版（『les Veines de l'Occident/レ・ヴェーヌ・ド・ロキシダン』全2巻、脚本：ルネ・デュラン）。
1987年には、脚本・作画すべてを手掛けた初の作品『le Rayon vert/ル・レイヨン・ヴェール』（Magic-Strip/マジック・ストリップ社）を出版。評論家からの注目を大きく集めたが、出版社の倒産により入手は困難となっていた。
1990年、ミニテル（1983年から始まったフランスの家庭情報端末／現在で言うチャットのような機能がある）を通じた男女の出会いを興味深く描いた、『36 15 Alexia／トラントシス・カンズ・アレクシア』をLes Humanoïdes Associés（レ・ズマノイド・アソシエ社）から出版。
この年、昭栄化工株式会社とフランス政府文化省から奨励金を受けて来日。この滞在から、日本にやって来たひとりのフランス人青年の悲喜交々を描いた波乱万丈物語、『Love Hotel／ラブホテル』が誕生。ブノワ・ペータースが脚本に手を添え、1993年にCasterman（カステルマン社）から出版。
同年、第一回講談社モーニング国際漫画奨励金受賞、東京に1年間滞在。翌1994年、京都の日仏交流会館（ヴィラ九条山）で漫画家では初の派遣研究員として半年間滞在、『ラブホテル』の続編となる『Tôkyô est mon jardin／東京は僕の庭』の執筆を始める。ここでは、主人公と同様に、作者自身の視線もより確かなものに変わり、日本のいわゆる「不思議」に順応するようになる。
帰国後の1995年、友人のフランス人漫画家ダビッド・ベー、クリストフ・ブラン、エミール・ブラヴォ、エマニュエル・ギベール、ジョアン・スファール、トゥロンシェらと共に、パリのヴォージュ広場にある「アトリエ・デ・ヴォージュ」に仕事場を構える。この頃、ブノワ・ペータース脚本の風変わりな物語、『Demi-Tour／ドゥミ・トゥール』Dupuis（デュピュイ社）を執筆・出版。
1997年に再び来日、東京に居を定める。以降、『東京は僕の庭』邦訳版をはじめ、日本の読者向けに制作された『恋愛漫画ができるまで』（1999年）出版、またイラスト付きエッセイシリーズ『ボワレの目』（小学館・隔週誌「ビッグコミック」巻頭カラー、1998-99年）、『今様生態図鑑』（朝日新聞・関東版・土曜朝刊、1999年）、時事イラスト『海外深読み』（朝日新聞・全国版・水曜朝刊、2003-05年）などを連載。
ボワレは漫画家として高い評価を得る傍ら、「文化の橋渡し」的役割も積極的に担い、日仏の出版社や作家たちが共同で様々なプロジェクトに取り組めるよう邁進している。その結果の最たるものが、文化を超えた運動「ヌーベルまんが」の提唱である。そのスタートとなった作品『ゆき子のホウレン草』は、2001年太田出版、Ego comme X(エゴ・コミックス社)両社より日仏同時出版され、現在では八カ国語で世界に発表されている。
2004年から、日本の作家主義漫画を仏訳したコレクション・シリーズ「Sakka」（Casterman／カステルマン社)の責任監修を務める。このコレクションは、フランスで既に作品が翻訳されている高浜寛、鶴田謙二、小田ひで次、谷口ジローらをはじめ、西洋では初お目見えとなる魚喃キリコ、高野文子、黒田硫黄、古屋兎丸、五十嵐大介などといった日本漫画作家らの優れた大人向け作品が紹介された。つげ義春の『無能の人』もボワレの懇願によりフランスにて発売されるが、つげ自身は海外に紹介されることに全く興味なし。

## 進化する作品
ボワレ作品の中に共通点をひとつ見出すとすれば、それはまさに個々の作品が互いに似ていないという点である。当然デッサンやナレーション（語り口）に多少の癖は見られるが、毎回どの新しいプロジェクトも読者と同様、作者自身にとってもひとつの新しい体験である。『36 15 Alexia』以来、ボワレは自身の日常から物語を作り出し、それを描き起し、あるいは新たに作り直している。つまり彼独自の素材を用いつつも、その作品は決して自伝的な形をとらないのだ。
ボワレの画風もまた進化している。何よりデッサンの名手である彼は、徐々に写真やビデオを好んで使うようになり、それを独自の手法で再び描き起している。ここでは写真は作者個人の目線を表すために使われており、それが読者に主観的視点、親密な、あるいは覗き見趣味的な印象を与えることになる。

## 日本で出版された作品
- 『東京は僕の庭』
  - 脚本：ブノワ・ペータース＆フレデリック・ボワレ
  - 作画：フレデリック・ボワレ
  - 作画協力：谷口ジロー
  - 訳：関澄かおる
  - 出版社：光琳社、1998年

- 『恋愛漫画ができるまで／フレデリック・ボワレ短編集』
  - 脚本・作画：フレデリック・ボワレ
  - 訳：関澄かおる
  - 出版社：美術出版社、1999年

- 『ゆき子のホウレン草』
  - 脚本・作画：フレデリック・ボワレ
  - 作画協力：やまだないと＆福山庸治
  - 訳：関澄かおる
  - 出版社：太田出版、2001年

- 『まり子パラード』
  - 脚本・作画：フレデリック・ボワレ & 高浜寛
  - ゲスト：ジョアン・スファール
  - 訳：関澄かおる
  - 出版社：太田出版、2003年

- 『JAPON（ジャポン）』 Japan x France Manga Collection
  - 脚本・作画： 安野モヨコ、オレリア・オリタ、フレデリック・ボワレ、エティエンヌ・ダボドー、ニコラ・ド・クレシー、エマニュエル・ギベール、花輪和一、五十嵐大介、沓澤龍一郎、松本大洋、ファブリス・ノー、ブノワ・ペータース、ダビッド・プリュドム、フランソワ・シュイッテン、ジョアン・スファール、高浜寛、谷口ジロー
  - 訳：フレデリック・ボワレ＆関澄かおる
  - 出版社：飛鳥新社、2005年

フレデリック・ボワレ訳著
- 『プチバンピ　学校へ行く』
  - 脚本・作画：ジョアン・スファール
  - 訳：フレデリック・ボワレ＆関澄かおる
  - 出版社：飛鳥新社、2005年

- 『JAPON（ジャポン）』 Japan x France Manga Collection
  - 脚本・作画： 安野モヨコ、オレリア・オリタ、フレデリック・ボワレ、エティエンヌ・ダボドー、ニコラ・ド・クレシー、エマニュエル・ギベール、花輪和一、五十嵐大介、沓澤龍一郎、松本大洋、ファブリス・ノー、ブノワ・ペータース、ダビッド・プリュドム、フランソワ・シュイッテン、ジョアン・スファール、高浜寛、谷口ジロー
  - 訳：フレデリック・ボワレ＆関澄かおる
  - 出版社：飛鳥新社、2005年

- 『大発作 てんかんをめぐる家族の物語』 
  - 脚本・作画：ダビッド・ベー
  - 監修：フレデリック・ボワレ
  - 訳：関澄かおる
  - 出版社：明石書店、2007年